# Коклен, Фёдор Варфоломеевич
Фёдор (Фредери́к) Варфоломе́евич Коклен (XIX век, Одесса)  — архитектор, скульптор, искусствовед.

## Биография
Фредерик Коклен родился в семье известного краснодеревщика и купца Варфоломея Коклена. Искусно изготовленная мебель и элементы декора поставлялись Варфоломеем ко двору императора Николая I. Родословная семьи Коклен берёт своё начало во Франции. Своего сына Фёдора купеческая семя отправила учиться в Париж. После окончания художественного училища в Париже Фредерик Коклен поступил в Императорскую Академию художеств. В 1835 году от Петербургской Академии Коклен получил звание неклассного художника за проект городских ворот (звание, которое получал ученик Императорской Академии художеств по окончании учёбы, если он был удостоен серебряной медали). После Фёдор Варфоломеевич жил и работал в Одессе. Близким другом семьи был выдающийся актёр Бенуа Коклен, который приезжал в Одессу и играл в Русском Драматическом театре.

## Здания и сооружения
Фредерик Коклен работал в Одессе во второй половине XIX века. Руководил собственной мастерской на пересечении улицы Преображенской и Казарменного переулка (позже Некрасова 7). В основном занимался частной практикой. Фёдор Коклен считался одним из лучших представителей французской школы в архитектуре. В своих работах использовал стилизации французского зодчества времён ренессанса, барокко и рококо. Проектировал особняки и доходные дома, среди них: 2-этажный на углу Успенской улицы и Канатной, дом Черепенникова, Пушкинская 16 (1878 год). Был членом общества изящных искусств, Французского сообщества.